# Eobroscus
Eobroscus es un género de coleópteros adéfagos de la familia Carabidae. Se encuentra en Asia.

## Especies
Relación de especies:
- Eobroscus bhutanensis Morvan, 1982
- Eobroscus lutshniki Roubal, 1928
- Eobroscus masumotoi Morita, 1990
- Eobroscus uenoi Morita, 1995